# اچ‌ام‌اس گریفون (۱۸۹۶)
اچ‌ام‌اس گریفون (۱۸۹۶) (به انگلیسی: HMS Griffon (1896)) یک کشتی بود که طول آن ۲۱۰ فوت (۶۴ متر) بود. این کشتی در سال ۱۸۹۶ ساخته شد.